# ديسك كيلر
ديسك كيلر (بالإنجليزية: Disk Killer)، ترجمة حرفية 'قاتل القرص'‏ هو فيروس بدء التشغيل، يُصيب الأقراص الصلبة وكذلك الأقراص المرنة، وقد ظهر لأوَّل مرة في يونيو 1989 في الولايات المتحدة ولكنَّهُ ظهر مُؤخرًا في بلدان أُخرى بما فيها المملكة المتحدة.

## تاريخ
في يناير 1990، ظهر إصدار يستخدم مجمعًا ‏ مُختلفًا. يشار إليه باسم «Disk Killer 2».

## الإصابة

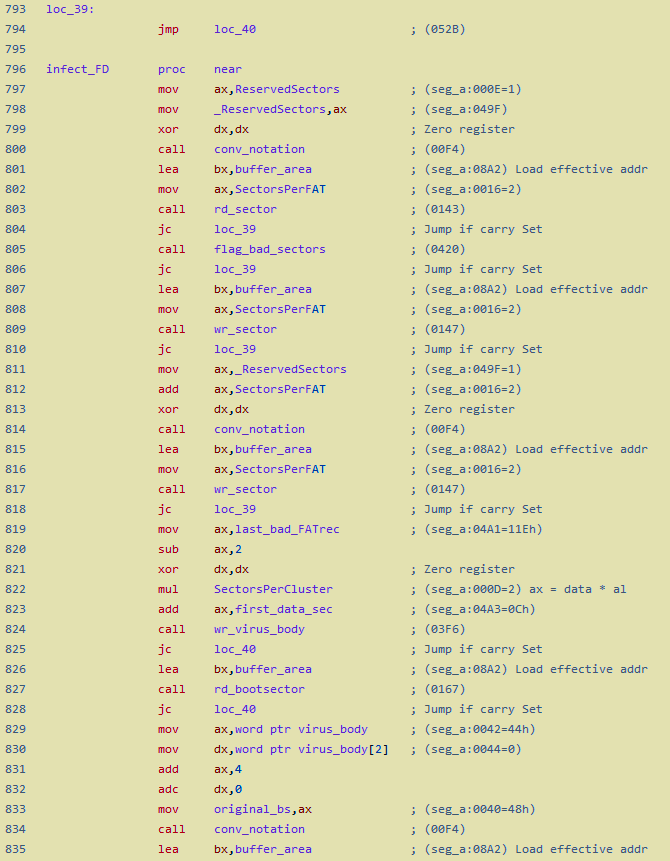
أجزاء مِن الكود المصدري للفيروس

عند الإصابة بالفيروس، يعمل الكمبيوتر المُصاب بشكلٍ طبيعي، ولكن عند ترك الكمبيوتر قيد التشغيل لمدة 48 ساعة على الأقل. سيقوم الفيروس بعد ذلك بتشفير كل شيء موجود في القسم القابل للإقلاع من القرص الصلب، مما يجعل القرص غير قابل للإقلاع في هذه العملية.